# Kenji Tochio
Kenji Tochio (橡尾 健次, Tochio Kenji, né le 26 mai 1941) est un footballeur japonais.